# Житлова балка
Житлова́ Ба́лка — ботанічний заказник місцевого значення в Україні. 
Розташований у Кам'янському районі Дніпропетровської області, біля села Новогурівка.
Площа заказника — 397 га. Статус присвоєно 2013 року

## Галерея

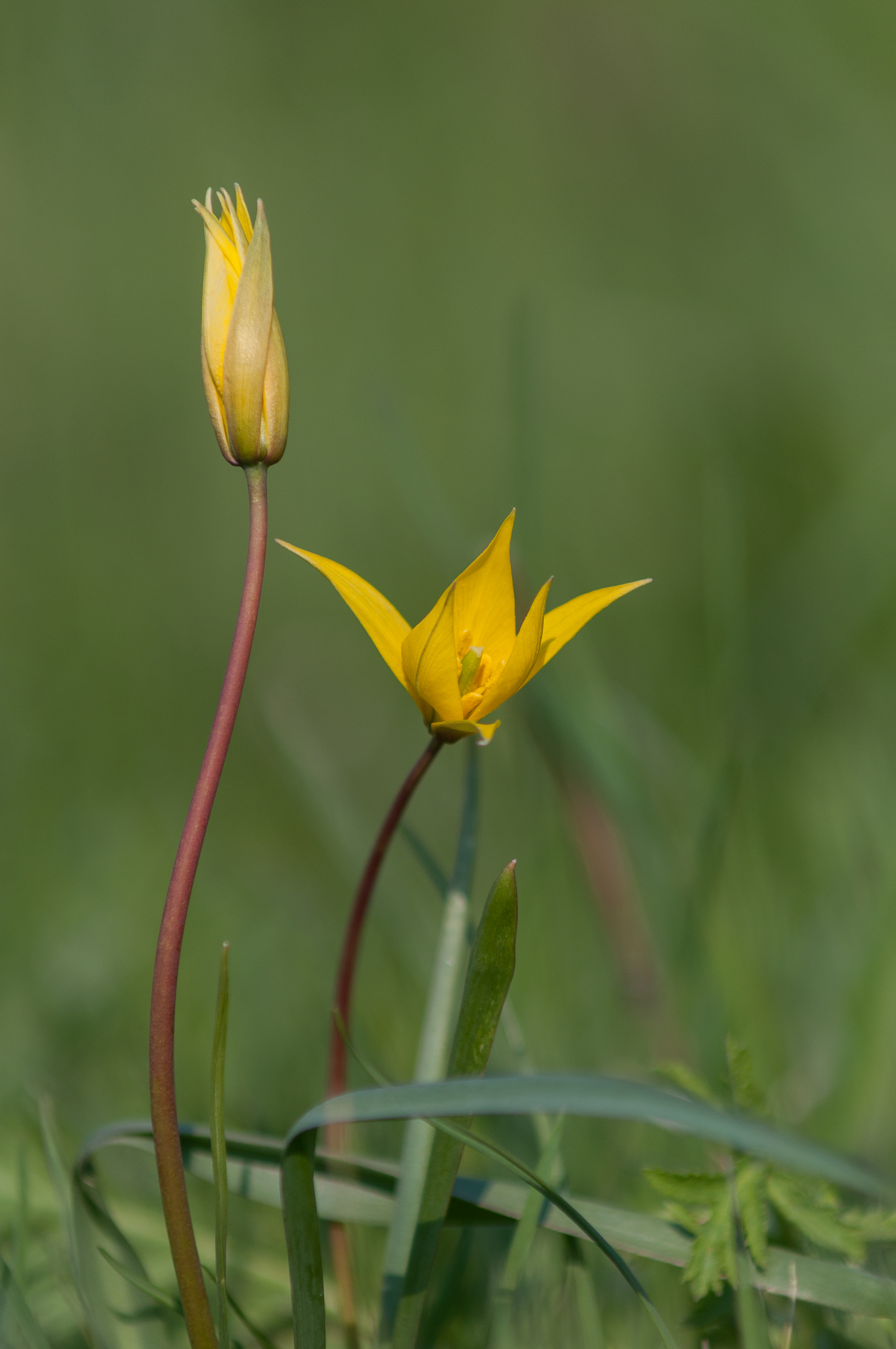
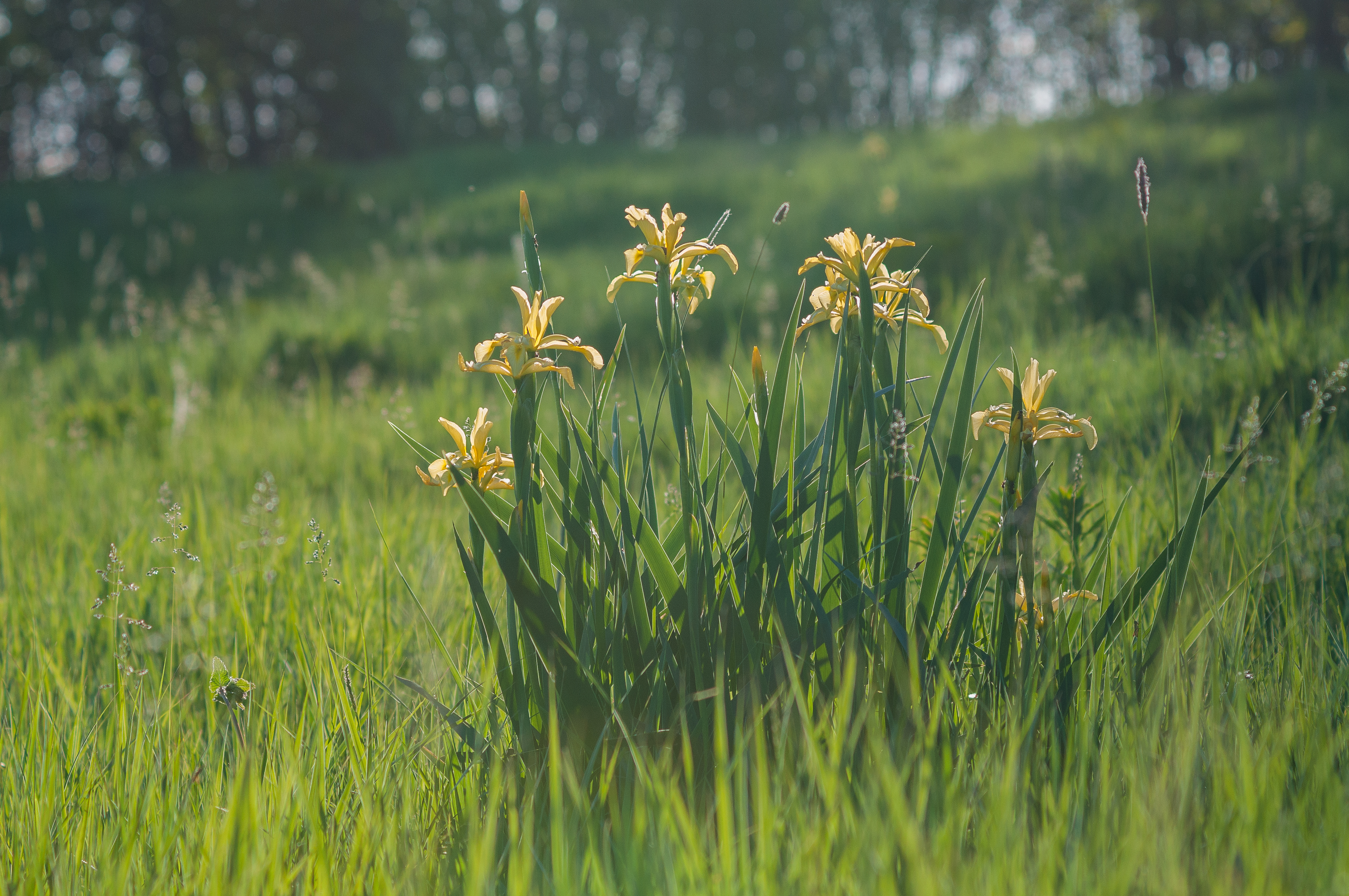
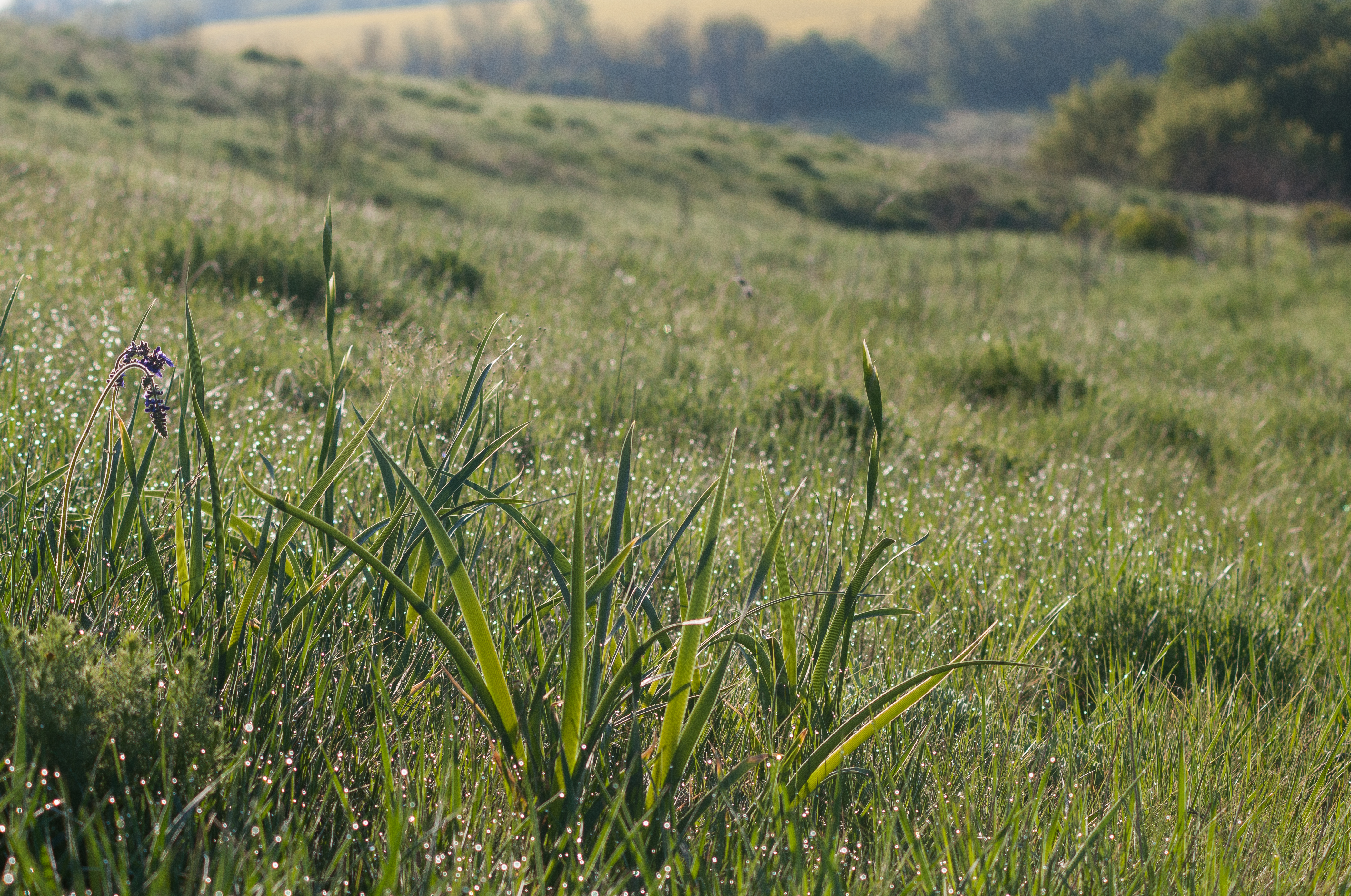
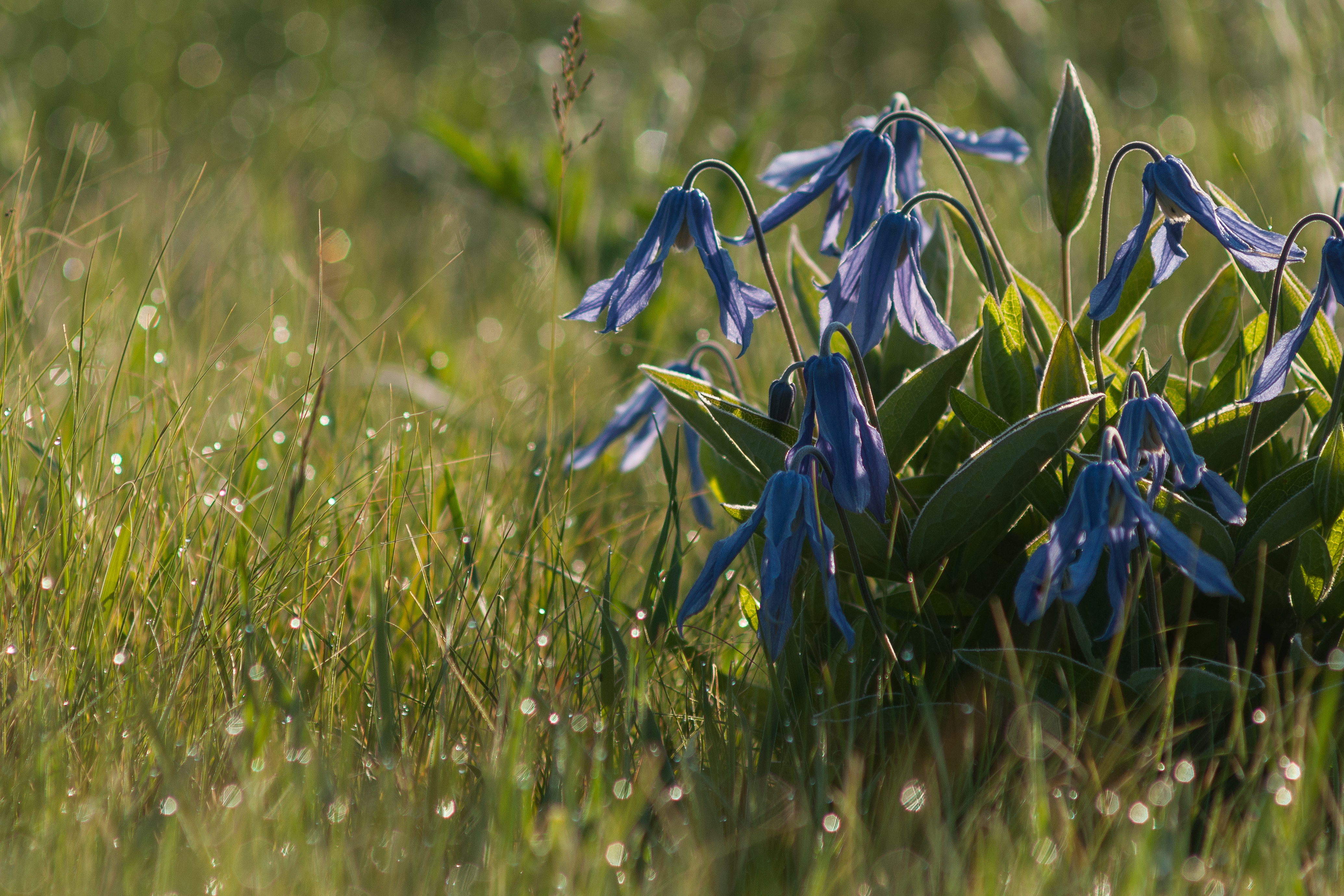